# Friidrott vid olympiska sommarspelen 1984
Friidrottstävlingarna vid de olympiska sommarspelen 1984 bestod av 41 grenar, 24 för män och 17 för kvinnor, och hölls mellan 3 och 11 augusti 1984 på Los Angeles Memorial Coliseum i Los Angeles, USA. Antalet deltagare var 1 280 tävlande från 124 länder.

## Medaljfördelning
| Medaljfördelning |                 |      |        |       |        |
| Placering        | Nation          | Guld | Silver | Brons | Totalt |
| 1                | USA             | 16   | 15     | 9     | 40     |
| 2                | Västtyskland    | 4    | 2      | 5     | 11     |
| 3                | Storbritannien  | 3    | 7      | 6     | 16     |
| 4                | Rumänien        | 3    | 3      | 4     | 10     |
| 5                | Italien         | 3    | 1      | 3     | 7      |
| 6                | Finland         | 2    | 1      | 1     | 4      |
| 7                | Mexiko          | 2    | 1      | 0     | 3      |
| 8                | Marocko         | 2    | 0      | 0     | 2      |
| 9                | Frankrike       | 1    | 1      | 2     | 4      |
| 10               | Australien      | 1    | 1      | 1     | 3      |
| 11               | Portugal        | 1    | 0      | 2     | 3      |
| 12               | Kenya           | 1    | 0      | 1     | 2      |
| 13               | Brasilien       | 1    | 0      | 0     | 1      |
| 13               | Nederländerna   | 1    | 0      | 0     | 1      |
| 15               | Kanada          | 0    | 2      | 3     | 5      |
| 16               | Sverige         | 0    | 2      | 1     | 3      |
| 17               | Jamaica         | 0    | 1      | 2     | 3      |
| 18               | Elfenbenskusten | 0    | 1      | 0     | 1      |
| 18               | Irland          | 0    | 1      | 0     | 1      |
| 18               | Norge           | 0    | 1      | 0     | 1      |
| 18               | Schweiz         | 0    | 1      | 0     | 1      |
| 22               | Kina            | 0    | 0      | 1     | 1      |
| 22               | Nigeria         | 0    | 0      | 1     | 1      |
| 22               | Spanien         | 0    | 0      | 1     | 1      |

## Medaljörer

### Herrar
| Gren                              | Guld                                                            | Guld             | Silver                                                                  | Silver      | Brons                                                                     | Brons       |
| 100 meter Detaljer...             | Carl Lewis · USA                                                | 9,99             | Sam Graddy · USA                                                        | 10,19       | Ben Johnson · Kanada                                                      | 10,22       |
| 200 meter Detaljer...             | Carl Lewis · USA                                                | 19,80 (OR)       | Kirk Baptiste · USA                                                     | 19,96       | Thomas Jefferson · USA                                                    | 20,26       |
| 400 meter Detaljer...             | Alonzo Babers · USA                                             | 44,27            | Gabriel Tiacoh · Elfenbenskusten                                        | 44,54       | Antonio McKay · USA                                                       | 44,71       |
| 800 meter Detaljer...             | Joaquim Cruz · Brasilien                                        | 1.43,00          | Sebastian Coe · Storbritannien                                          | 1.43,64     | Earl Jones · USA                                                          | 1.43,83     |
| 1 500 meter Detaljer...           | Sebastian Coe · Storbritannien                                  | 3.32,53 (OR)     | Steve Cram · Storbritannien                                             | 3.33,40     | José Manuel Abascal · Spanien                                             | 3.34,30     |
| 5 000 meter Detaljer...           | Saïd Aouita · Marocko                                           | 13.05,59 (OR)    | Markus Ryffel · Schweiz                                                 | 13.07,54    | António Leitão · Portugal                                                 | 13.09,20    |
| 10 000 meter Detaljer...          | Alberto Cova · Italien                                          | 27.47,54         | Mike McLeod · Storbritannien                                            | 28.06,22    | Mike Musyoki · Kenya                                                      | 28.06,46    |
| Maraton Detaljer...               | Carlos Lopes · Portugal                                         | 2:09.21 (OR)     | John Treacy · Irland                                                    | 2:09.56     | Charlie Spedding · Storbritannien                                         | 2:09.58     |
| 110 meter häck Detaljer...        | Roger Kingdom · USA                                             | 13,20 (OR)       | Greg Foster · USA                                                       | 13,23       | Arto Bryggare · Finland                                                   | 13,40       |
| 400 meter häck Detaljer...        | Edwin Moses · USA                                               | 47,75            | Danny Harris · USA                                                      | 48,13       | Harald Schmid · Västtyskland                                              | 48,19       |
| 3 000 meter hinder Detaljer...    | Julius Korir · Kenya                                            | 8.11,80          | Joseph Mahmoud · Frankrike                                              | 8.13,31     | Brian Diemer · USA                                                        | 8.14,06     |
| 4 x 100 meter stafett Detaljer... | USA · Sam Graddy · Ron Brown · Calvin Smith · Carl Lewis        | 37,83 (VR)       | Jamaica · Al Lawrence · Greg Meghoo · Don Quarrie · Ray Stewart         | 38,62       | Kanada · Ben Johnson · Tony Sharpe · Desai Williams · Sterling Hinds      | 38,70       |
| 4 x 400 meter stafett Detaljer... | USA · Sunder Nix · Ray Armstead · Alonzo Babers · Antonio McKay | 2.57,91          | Storbritannien · Kriss Akabusi · Garry Cook · Todd Bennett · Phil Brown | 2.59,13     | Nigeria · Sunday Uti · Moses Ugbusien · Rotimi Peters · Innocent Egbunike | 2.59,32     |
| 20 kilometer gång Detaljer...     | Ernesto Canto · Mexiko                                          | 1:23.13          | Raúl González · Mexiko                                                  | 1:23.20     | Maurizio Damilano · Italien                                               | 1:23.26     |
| 50 kilometer gång Detaljer...     | Raúl González · Mexiko                                          | 3:47.26          | Bo Gustafsson · Sverige                                                 | 3:53.19     | Sandro Bellucci · Italien                                                 | 3:53.45     |
| Längdhopp Detaljer...             | Carl Lewis · USA                                                | 8,54 m           | Gary Honey · Australien                                                 | 8,24 m      | Giovanni Evangelisti · Italien                                            | 8,24 m      |
| Tresteg Detaljer...               | Al Joyner · USA                                                 | 17,26 m          | Mike Conley · USA                                                       | 17,18 m     | Keith Connor · Storbritannien                                             | 16,87 m     |
| Höjdhopp Detaljer...              | Dietmar Mögenburg · Västtyskland                                | 2,35 m           | Patrik Sjöberg · Sverige                                                | 2,33 m      | Jianhua Zhu · Kina                                                        | 2,31 m      |
| Stavhopp Detaljer...              | Pierre Quinon · Frankrike                                       | 5,75 m           | Mike Tully · USA                                                        | 5,70 m      | Earl Bell · USA Thierry Vigneron · Frankrike                              | 5,60 m      |
| Kulstötning Detaljer...           | Alessandro Andrei · Italien                                     | 21,26 m          | Michael Carter · USA                                                    | 21,09 m     | Dave Laut · USA                                                           | 20,97 m     |
| Diskuskastning Detaljer...        | Rolf Danneberg · Västtyskland                                   | 66,60 m          | Mac Wilkins · USA                                                       | 66,30 m     | John Powell · USA                                                         | 65,46 m     |
| Släggkastning Detaljer...         | Juha Tiainen · Finland                                          | 78,08 m          | Karl-Hans Riehm · Västtyskland                                          | 77,98 m     | Klaus Ploghaus · Västtyskland                                             | 76,68 m     |
| Spjutkastning Detaljer...         | Arto Härkönen · Finland                                         | 86,76 m          | David Ottley · Storbritannien                                           | 85,74 m     | Kenth Eldebrink · Sverige                                                 | 83,72 m     |
| Tiokamp Detaljer...               | Daley Thompson · Storbritannien                                 | 8 798 poäng (VR) | Jürgen Hingsen · Västtyskland                                           | 8 673 poäng | Siegfried Wentz · Västtyskland                                            | 8 412 poäng |

### Damer
| Gren                              | Guld | Guld        | Silver                                                                                           | Silver      | Brons                                                                                     | Brons       |
| 100 meter Detaljer...             | Evelyn Ashford · USA | 10,97       | Alice Brown · USA                                                                                | 11,13       | Merlene Ottey · Jamaica                                                                   | 11,16       |
| 200 meter Detaljer...             | Valerie Brisco-Hooks · USA                                                                                              | 21,81       | Florence Griffith · USA                                                                          | 22,04       | Merlene Ottey · Jamaica                                                                   | 22,09       |
| 400 meter Detaljer...             | Valerie Brisco-Hooks · USA                                                                                              | 48,83       | Chandra Cheeseborough · USA                                                                      | 49,05       | Kathy Smallwood-Cook · Storbritannien                                                     | 49,43       |
| 800 meter Detaljer...             | Doina Melinte · Rumänien                                                                                                | 1.57,60     | Kim Gallagher · USA                                                                              | 1.58,63     | Fița Lovin · Rumänien                                                                     | 1.58,83     |
| 1 500 meter Detaljer...           | Gabriella Dorio · Italien                                                                                               | 4.03,25     | Doina Melinte · Rumänien                                                                         | 4.03,76     | Maricica Puică · Rumänien                                                                 | 4.04,15     |
| 3 000 meter Detaljer...           | Maricica Puică · Rumänien                                                                                               | 8.35,96     | Wendy Smith-Sly · Storbritannien                                                                 | 8.39,47     | Lynn Williams · Kanada                                                                    | 8.42,14     |
| Maraton Detaljer...               | Joan Benoit · USA | 2:24.52     | Grete Waitz · Norge                                                                              | 2:26.18     | Rosa Mota · Portugal                                                                      | 2:26.57     |
| 100 meter häck Detaljer...        | Benita Fitzgerald · USA                                                                                                 | 12,84       | Shirley Strong · Storbritannien                                                                  | 12,88       | Michèle Chardonnet · Frankrike Kim Turner · USA                                           | 13,06       |
| 400 meter häck Detaljer...        | Nawal El Moutawakel · Marocko                                                                                           | 54,61       | Judi Brown · USA                                                                                 | 55,20       | Cristeana Cojocaru · Rumänien                                                             | 55,41       |
| 4 x 100 meter stafett Detaljer... | USA · Alice Brown · Jeanette Bolden · Chandra Cheeseborough · Evelyn Ashford                                            | 41,65       | Kanada · Angela Bailey · Marita Payne · Angella Taylor-Issajenko · France Gareau                 | 42,77       | Storbritannien · Simmone Jacobs · Kathy Smallwood-Cook · Beverley Goddard · Heather Hunte | 43,11       |
| 4 x 400 meter stafett Detaljer... | USA · Lillie Leatherwood · Sherri Howard · Valerie Brisco-Hooks · Chandra Cheeseborough · Diane Dixon* · Denean Howard* | 3.18,29     | Kanada · Charmaine Crooks · Jillian Richardson · Molly Killingbeck · Marita Payne · Dana Wright* | 3.21,21     | Västtyskland · Heike Schulte-Mattler · Ute Thimm · Heidi-Elke Gaugel · Gaby Bußmann       | 3.22,98     |
| Längdhopp Detaljer...             | Anișoara Cușmir-Stanciu · Rumänien                                                                                      | 6,96 m      | Vali Ionescu · Rumänien                                                                          | 6,81 m      | Susan Hearnshaw · Storbritannien                                                          | 6,80 m      |
| Höjdhopp Detaljer...              | Ulrike Meyfarth · Västtyskland                                                                                          | 2,02 m      | Sara Simeoni · Italien                                                                           | 2,00 m      | Joni Huntley · USA                                                                        | 1,97 m      |
| Kulstötning Detaljer...           | Claudia Losch · Västtyskland                                                                                            | 20,48 m     | Mihaela Loghin · Rumänien                                                                        | 20,47 m     | Gael Martin · Australien                                                                  | 19,19 m     |
| Diskuskastning Detaljer...        | Ria Stalman · Nederländerna                                                                                             | 65,36 m     | Leslie Deniz · USA                                                                               | 64,86 m     | Florența Crăciunescu · Rumänien                                                           | 63,64 m     |
| Spjutkastning Detaljer...         | Tessa Sanderson · Storbritannien                                                                                        | 69,56 m     | Tiina Lillak · Finland                                                                           | 69,00 m     | Fatima Whitbread · Storbritannien                                                         | 67,14 m     |
| Sjukamp Detaljer...               | Glynis Nunn · Australien                                                                                                | 6 390 poäng | Jackie Joyner · USA                                                                              | 6 385 poäng | Sabine Everts · Västtyskland                                                              | 6 363 poäng |

* Deltog endast i kvalheaten och inte i finalen, men fick medalj ändå.

## Deltagande nationer
Totalt deltog 1 280 friidrottare från 124 länder vid de olympiska spelen 1984 i Los Angeles.
| - Algeriet (9) - Amerikanska Jungfruöarna (4) - Antigua och Barbuda (10) - Argentina (7) - Australien (30) - Bahamas (14) - Bahrain (1) - Bangladesh (1) - Barbados (9) - Belgien (15) - Belize (4) - Bermuda (4) - Bolivia (3) - Botswana (6) - Brasilien (20) - Brittiska Jungfruöarna (4) - Centralafrikanska republiken (1) - Chile (6) - Colombia (5) - Costa Rica (3) - Cypern (3) - Danmark (3) - Djibouti (3) - Dominikanska republiken (4) - Ecuador (3) - Egypten (7) - Ekvatorialguinea (4) - Elfenbenskusten (6) - El Salvador (4) - Filippinerna (6) - Fiji (4) | - Finland (22) - Frankrike (43) - Förenade arabemiraten (7) - Gabon (2) - Gambia (10) - Ghana (15) - Grekland (10) - Grenada (2) - Guatemala (7) - Guyana (4) - Haiti (1) - Honduras (3) - Hongkong (3) - Indien (8) - Indonesien (5) - Irland (17) - Island (7) - Israel (6) - Italien (51) - Jamaica (32) - Japan (22) - Jordanien (5) - Jugoslavien (6) - Kamerun (9) - Kanada (61) - Kenya (32) - Kina (22) - Kinesiska Taipei (10) - Kongo-Brazzaville (6) - Kuwait (2) - Lesotho (2) | - Libanon (3) - Liberia (7) - Liechtenstein (3) - Luxemburg (1) - Madagaskar (2) - Malawi (5) - Malaysia (2) - Mali (2) - Malta (1) - Marocko (3) - Mauritius (4) - Mexiko (16) - Moçambique (7) - Nederländerna (13) - Nederländska Antillerna (3) - Nepal (5) - Niger (2) - Nigeria (17) - Nordjemen (2) - Norge (13) - Nya Zeeland (14) - Oman (7) - Pakistan (3) - Panama (2) - Papua Nya Guinea (5) - Paraguay (5) - Peru (2) - Portugal (14) - Puerto Rico (14) - Qatar (6) - Rumänien (9) | - Rwanda (3) - Salomonöarna (2) - Samoa (2) - San Marino (2) - Schweiz (17) - Senegal (11) - Seychellerna (5) - Sierra Leone (5) - Somalia (7) - Spanien (26) - Storbritannien (85) - Sudan (3) - Surinam (2) - Sverige (24) - Swaziland (3) - Sydkorea (11) - Tanzania (12) - Tchad (3) - Thailand (10) - Togo (3) - Trinidad och Tobago (11) - Tunisien (2) - Turkiet (5) - Uganda (10) - USA (110) - Venezuela (3) - Västtyskland (58) - Zaire (2) - Zambia (4) - Zimbabwe (6) - Österrike (6) |